# 武伯東
武伯東（1989年1月7日—）是越南男性運動員，參加哥倫比亞卡利舉行的2013年世界運動會，搭配女性運動員陳氏秋河而獲得有氧體操項目的冠軍金牌，也是世界運動會競賽第一位獲得冠軍金牌的越南男性運動員。